# عطاءالله جان حبیب
عطاءالله جان حبیب (زاده ۱۳۶۲ ولسوالی ژیری ولایت قندهار) سیاستمدار افغانستان و نماینده مردم ولایت قندهار در دوره شانزدهم مجلس نمایندگان است. وی در مجلس شانزدهم نمایندگان افغانستان عضو کمیسیون می‌باشد.

## زندگی‌نامه
عطاءالله جان حبیب زاده ۱۳۶۲ از ولسوالی ژیری ولایت قندهار می‌باشد. او تحصیلات متوسطه خود را در لیسه/دبیرستان احمدشاه بابا در قندهار به اتمام رسانید و تحصیلات عالی را تا مقطع لیسانس در دانشگاه قندهار ادامه داد.

## دیگر فعالیت‌ها
دیگر فعالیت‌های او:
- فعالیت تجاری.
- advisor در مؤسسه DDR، معاون مؤسسه BDO در قندهار، USPI-Computer